# 岡野成方
岡野 成方（おかの なりかた、元禄10年（1697年） - 享保18年4月4日（1733年5月17日））は、江戸時代中期の旗本。岡野成勝の二男。別名、長五郎、内蔵允。妻は伊丹勝友の娘。子に岡野成路、娘（長崎元享の妻）がいる。

## 経歴
はじめ岡野成勝の二男として生まれる。後に房勝の養子となる。
宝永2年（1705年）、9歳で家督相続し、寄合となる。同年3月28日、徳川綱吉に初の御目見を果たす。その後、甲斐国八代郡の領地が駿河国富士郡へと移される。
享保11年（1726年）11月6日、火事場見廻を務める。翌12年（1727年）8月28日、御使番を務め、12月28日に布衣の着用を許される。
翌13年（1728年）、徳川吉宗の日光社参に扈従する。翌14年（1729年）5月28日、松平信祝が遠江浜松城を賜ったときに、現地へ赴き厳命を伝える。
享保18年（1733年）4月4日、37歳で死去。